# Omphacodes gracilis
Omphacodes gracilis là một loài bướm đêm trong họ Geometridae.